# Anthoseptobasidium flavocremeum
Anthoseptobasidium flavocremeum är en svampart som beskrevs av Rick 1958. Anthoseptobasidium flavocremeum ingår i släktet Anthoseptobasidium, divisionen basidiesvampar och riket svampar.   Inga underarter finns listade i Catalogue of Life.